# MTV Video Music Award – występ ogólny w teledysku
Poniższa lista przedstawia kolejnych zwycięzców nagrody MTV Video Music Awards w kategorii Best Overall Performance. Po raz ostatni tę nagrodę wręczono w 1987 roku.
| Rok  | Wykonawca                  | Piosenka               |
| ---- | -------------------------- | ---------------------- |
| 1984 | Michael Jackson            | Thriller               |
| 1985 | Philip Bailey/Phil Collins | Easy Lover             |
| 1986 | David Bowie/Mick Jagger    | Dancing in the Streets |
| 1987 | Peter Gabriel              | Sledgehammer           |